# Semidalis nivosa
Semidalis nivosa is een insect uit de familie van de dwerggaasvliegen (Coniopterygidae), die tot de orde netvleugeligen (Neuroptera) behoort. 
De wetenschappelijke naam Semidalis nivosa is voor het eerst geldig gepubliceerd door Enderlein in 1906.